# Anna Poppek

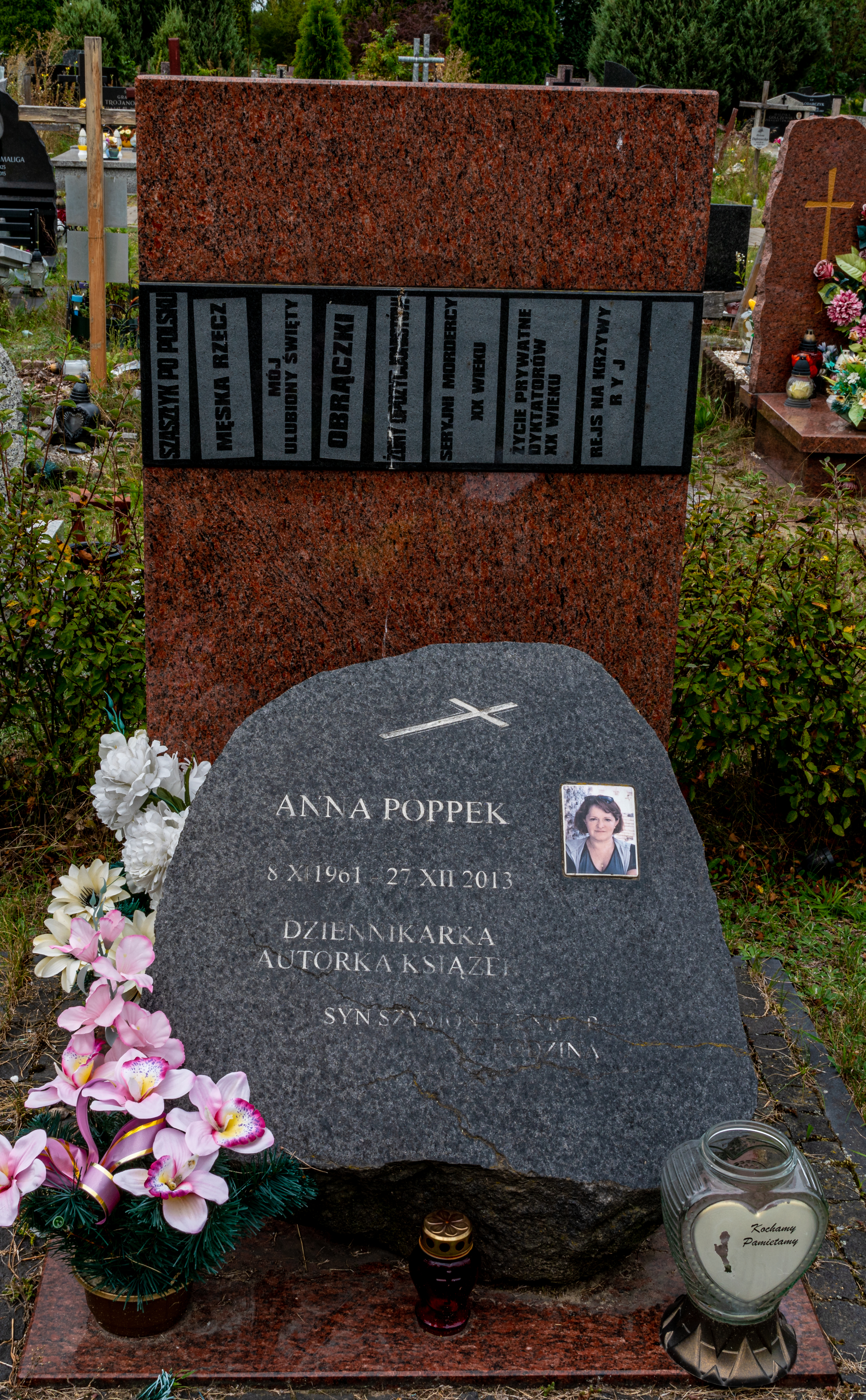
Grób Anny Poppek na cmentarzu Komunalnym Północnym w Warszawie

Anna Poppek (ur. 8 listopada 1961 w Sosnowcu, zm. 27 grudnia 2013) – polska dziennikarka i publicystka.

## Życiorys
Córka Lucyny z Gąkiewiczów i Edwarda Poppka. W 1985 ukończyła studia dziennikarskie w Uniwersytecie Śląskim w Katowicach. Publikowała na łamach prasy śląskiej (m.in. "Wiadomości Zagłębia", "Dziennik Zachodni","Tak i nie") i ogólnopolskiej (m.in. "Panorama", "Spotkania", "Polityka", "Szpilki"). W latach 1992–2001 pełniła funkcje kierownicze m.in.  w miesięczniku "SENS", "We Dwoje", "ONA", była przez osiem lat zastępcą redaktora naczelnego "Tygodnika Solidarność", a także pomysłodawcą i redaktorem prowadzącym miesięcznika "Tysol".  W następnych latach kierowała czasopismami "Kosmetyka Profesjonalna", "Kosmetyka", była sekretarzem redakcji magazynu "Gentleman's Magazine". Autorka wielu artykułów i publikacji, m.in. (wspólnie z Krystyną Pytlakowską, ilustracje Antoni Chodorowski) zbioru wywiadów z ważnymi osobistościami III RP pt. Szaszłyk po polsku, wywiadu-rzeki ze Zbigniewem Herbertem pt. Pojedynki Pana Cogito, czy zbioru wywiadów z wybitnymi postaciami polskiego Kościoła katolickiego pt. Mój ulubiony święty.
Miała syna. Została pochowana na Cmentarzu Komunalnym Północnym w Warszawie,

## Twórczość
- Anna Poppek, Krystyna Pytlakowska, rys. A. Chodorowski Szaszłyk po polsku, "BGW", Warszawa 1992, ISBN 83-7066-378-8
- Herbert nieznany. Rozmowy, Zeszyty Literackie, Warszawa 2008, ISBN 978-83-60046-90-6
- Mój ulubiony święty, Gruner&Jahr, Warszawa 2009, ISBN 978-83-612-9985-1
- Obrączki. Opowieść o rodzinie Marii i Lecha Kaczyńskich, Gruner&Jahr, Warszawa 2010, ISBN 978-836-234-308-9
- Żony opozycjonistów, Gruner&Jahr, Warszawa 2011, ISBN 978-83-62343-60-7 (nagroda Magazynu  Literackiego "Książki" za rok 2011)
- Życie prywatne dyktatorów XX wieku, Gruner&Jahr, Warszawa 2012, ISBN 978-83-77781-45-6
- Seryjni mordercy. Prawdziwe historie XX wieku, Gruner&Jahr, Warszawa 2013, ISBN 978-83-7778-401-3
- Rejs na krzywy ryj... czyli Jan Himilsbach i jego czasy..., vis-á-vis Etiuda, Kraków 2013, ISBN 978-83-916554-5-0

## Redaktor publikacji
- M. Łętowski, P. Zaremba, Czas na akcję, Warszawa 1997, ISBN 83-904625-1-6
- Zdzisław Najder, W sercu Europy, Warszawa 1998, ISBN 83-904625-3-2
- C.G.Kiss, Andrzej Przewoźnik, Tam na północy. Węgierska pamięć polskiego Września, Most 2009, ISBN 978-83-60840-04-7
- M. Pujszo, Piotr Wyrwas, rys. H. Sawka, Królowie życia, Warszawa 2011, ISBN 978-83-932559-0-0